# Nico Pino

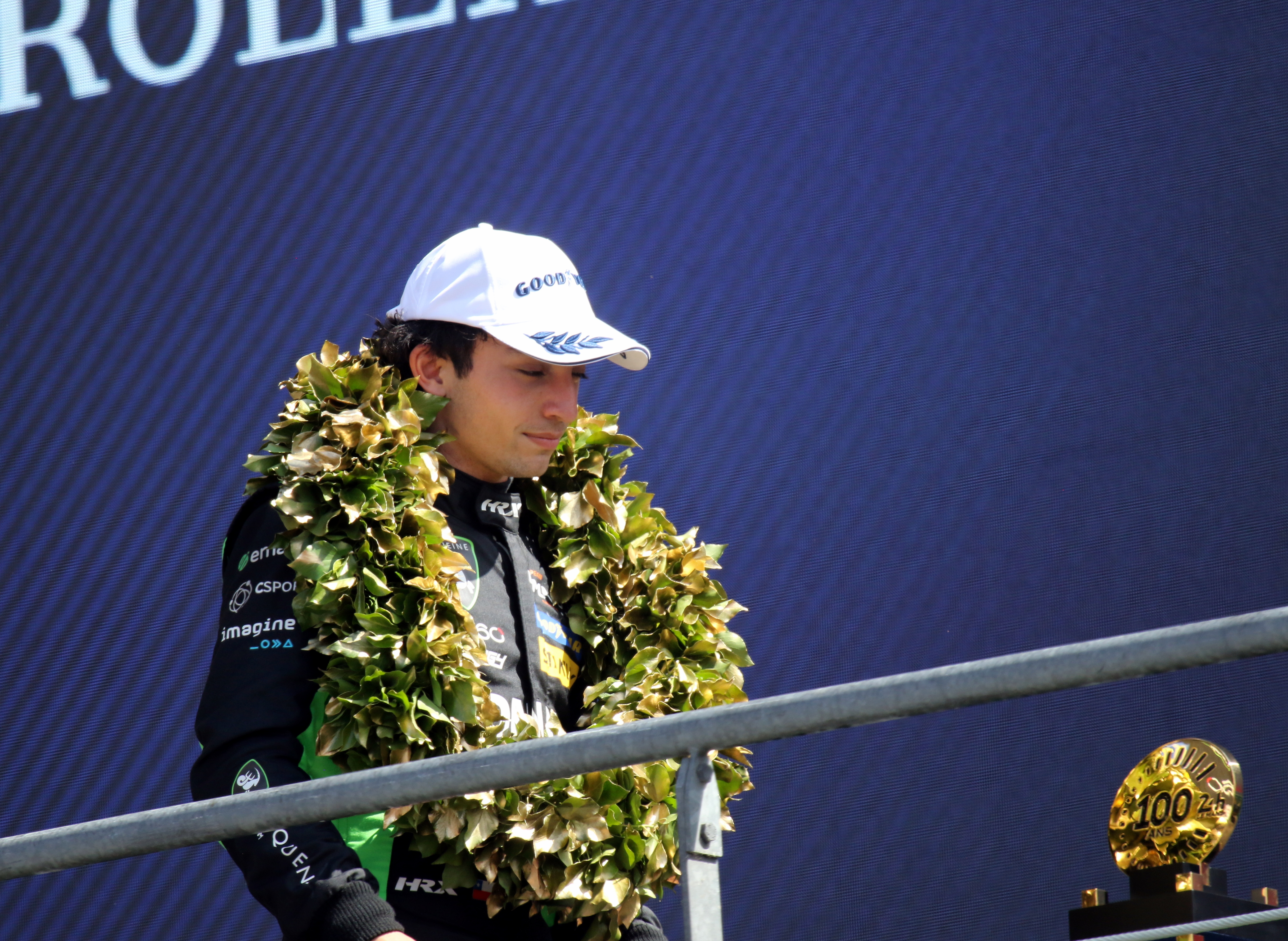
Nico Pino 2023 in Le Mans

Der von Nico Pino gefahrene Ligier JS P320 beim Road to Le Mans 2022

Nicolas Ignacio „Nico“ Pino Munoz (* 21. September 2004 in Santiago de Chile) ist ein chilenischer Rennfahrer.

## Karriere
Nicolá Pino fährt der derzeit in der Euroformula Open Championship für die Drivex School. Zuvor nahm er an der Südostasiatische Formel-4-Meisterschaft, der Britischen F4-Meisterschaft und der European Le Mans Series teil.
Seine Karriere begann er im Kartsport. Bereits 2019 sagte ihm Teamleiter Matthew Willet von Double R Racing eine glänzende Zukunft voraus.

## Statistik

### Le-Mans-Ergebnisse
| Jahr | Team               | Fahrzeug             | Teamkollege       | Teamkollege     | Platzierung | Ausfallgrund |
| ---- | ------------------ | -------------------- | ----------------- | --------------- | ----------- | ------------ |
| 2023 | Duqueine Team      | Oreca 07             | Neel Jani         | René Binder     | Rang 11     |              |
| 2024 | United Autosports  | McLaren 720S GT3 Evo | Hiroshi Hamaguchi | Marino Satō     | Ausfall     | Motorschaden |
| 2025 | Proton Competition | Porsche 963          | Neel Jani         | Nicolás Varrone | Rang 13     |              |

### Sebring-Ergebnisse
| Jahr | Team                    | Fahrzeug       | Teamkollege  | Teamkollege     | Platzierung | Ausfallgrund |
| ---- | ----------------------- | -------------- | ------------ | --------------- | ----------- | ------------ |
| 2023 | Sean Creech Motorsports | Ligier JS P320 | João Barbosa | Lance Willsey   | Rang 39     |              |
| 2024 | United Autosports USA   | Oreca 07       | Ben Hanley   | Ben Keating     | Rang 19     |              |
| 2025 | Proton Competiton       | Porsche 963    | Neel Jani    | Tristan Vautier | Rang 6      |              |

### Einzelergebnisse in der FIA-Langstrecken-Weltmeisterschaft
| Saison | Team               | Rennwagen        | 1   | 2   | 3   | 4   | 5   | 6   | 7   | 8   |
| ------ | ------------------ | ---------------- | --- | --- | --- | --- | --- | --- | --- | --- |
| 2023   | Duqueine Team      | Oreca 07         | SEB | POR | SPA | LEM | MON | FUJ | BAH |     |
| 2023   | Duqueine Team      | Oreca 07         | 11  |     |     |     |     |     |     |     |
| 2024   | United Autosports  | McLaren 720S GT3 | KAT | IMO | SPA | LEM | SAO | AUS | FUJ | BAH |
| 2024   | United Autosports  | McLaren 720S GT3 | 28  | 23  | DNF | DNF | 21  | 22  | 29  | 22  |
| 2025   | Proton Competition | Porsche 963      | KAT | IMO | SPA | LEM | SAO | AUS | FUJ | BAH |
| 2025   | Proton Competition | Porsche 963      | 15  | 14  | DNF | 13  | 10  |     |     |     |